# Гамбетта, Леон Мишель
Лео́н Мише́ль Гамбетта́ (фр. Léon Michel Gambetta; 2 апреля 1838, Каор — 31 декабря 1882, Виль-д’Авре), — французский республиканский политический деятель, премьер-министр и министр иностранных дел Франции в 1881—1882 годах.

## Биография

### Детские годы
Леон Гамбетта родился 2 апреля 1838 года в Каоре в семье богатых торговцев. Отец, преуспевающий бакалейщик Джузеппе Гамбетта, был родом из Челле-Лигуре, рыбацкой деревни в 40 км от Генуи, мать была француженкой. Указание некоторых биографов на его еврейское происхождение, как утверждает его ближайший единомышленник и личный друг Жозеф Рейнак, ошибочно. 
Учился сначала в семинарии в коммуне Монфокон (фр.) в департаменте Ло, потом в каорском лицее. Очень рано обратил на себя внимание своими выдающимися способностями. В 1848 году во время школьных каникул вследствие несчастного случая Гамбетта лишился зрения на правый глаз.

### Образование
В Париже в течение трёх лет (1857—1860), проведённых в Ecole de droit (русс. Юридический факультет), Гамбетта усердно работал, изучая, помимо юридических наук, историю и литературу.
Страстный интерес к политической жизни очень быстро выдвинул его из толпы современников. Молодые товарищи охотно признавали его авторитет.

### Адвокатская карьера
По окончании курса Гамбетта тотчас же записался в число стажёров коллегии адвокатов, и никогда не покидал адвокатского сословия, хотя в действительности его адвокатская деятельность была кратковременна.
В качестве адвоката, ещё даже не окончившего своего адвокатского стажа, Гамбетта выступил защитником по некоторым политическим процессам. Его ораторский талант привлёк внимание если не толпы, то лиц, интересующихся судебными делами. В 1860 году он получил лицензию.
Вместе с тем Гамбетта посещал лекции Сорбонны и Collège de France, изучая политические и административные науки, и проводил дни в Законодательном корпусе, следя за политическими дебатами.
Возвращаясь из нижней палаты законодательного собрания, он набрасывал на бумагу свои впечатления, и его наброски появлялись как корреспонденции из Парижа во французской газете, издававшейся во Франкфурте.

### Гамбетта — республиканец
Разделяя со многими сверстниками ненависть к империи, Гамбетта не стеснялся развивать в кругу друзей республиканские идеи. Положение, которое он завоевал в студенческом квартале, дало ему возможность энергичной оппозиционной агитации на выборах 1863 года за журналиста Прево-Парадоля. Энергия и бесстрашие укрепили за ним видное место в либеральной оппозиции. Гамбетта стал часто и успешно выступать защитником по политическим процессам и по делам печати.
Защищая журналистов, открывших подписку на памятник депутату, убитому на баррикадах во время бонапартистского переворота, Гамбетта призвал к ответу правительство Наполеона III:

И вы осмеливаетесь утверждать, что вы спасли общество, тогда как вы занесли над ним вашу преступную руку.
— 
Имя Гамбетта было у всех на устах. Громкая известность открыла перед ним арену политической деятельности. Марсель предложил Гамбетта депутатские полномочия взамен своего умершего депутата[стиль]. Правительство решило отсрочить все дополнительные выборы и таким образом отдалить его вступление на политическую сцену.
На всеобщих выборах 1869 года Гамбетта был избран в Законодательный корпус от Марселя и Парижа и быстро завоевал в нём видное положение. Империя переживала критический период. Правительство Наполеона III стремилось сделать пробуждённому общественному мнению несколько уступок. Тяжёлая задача призрачного обновления политического строя Франции возложена была на бывшего республиканца Эмиля Оливье.
Демократическая оппозиция не верила в искренность правительства, и Гамбетта явился выразителем бескомпромиссных настроений. В своей речи 5 апреля 1870 года он говорил:

Наступила пора, чтобы империя уступила своё место республике; если она не уступит его добровольно, то «явится кто-то, кто заставит её уступить, и этот кто-то… революция».

Гамбетта, однако, не стремился к насильственному перевороту. Он был сторонником революции, совершаемой избирательным бюллетенем.
Теряя почву под ногами, империя искала выход во франко-прусской войне. Усилия Гамбетта и Тьера предотвратить войну остались бесплодными. Тогда Гамбетта во имя спасения Франции голосует за военные кредиты и поддерживает меры, предложенные министрами Наполеона III для организации защиты. Однако седанская капитуляция похоронила Вторую империю.
Ввиду наступающих немецких войск, Гамбетта прилагал усилия для поддержания закона и порядка, полагая, что революционный хаос благоприятен для врага. Он предложил Законодательному корпусу избрать правительство народной обороны, но династические чувства парламентского большинства взяли верх, и призыв Гамбетта не был услышан. Тогда Гамбетта взошёл на трибуну и перед растерявшимся большинством громко произнёс:

Луи Наполеон Бонапарт и его династия навсегда перестали царствовать во Франции.
Час спустя на площади ратуши была провозглашена Республика. Поспешно избранное Правительство народной обороны поручило Гамбетта пост министра внутренних дел. Прежде чем новое правительство успело что-либо предпринять, Париж был окружён и отрезан от страны. Гамбетта на воздушном шаре вылетел из Парижа и через два дня появился в Туре, проникнутый мыслью о спасении своей родины.

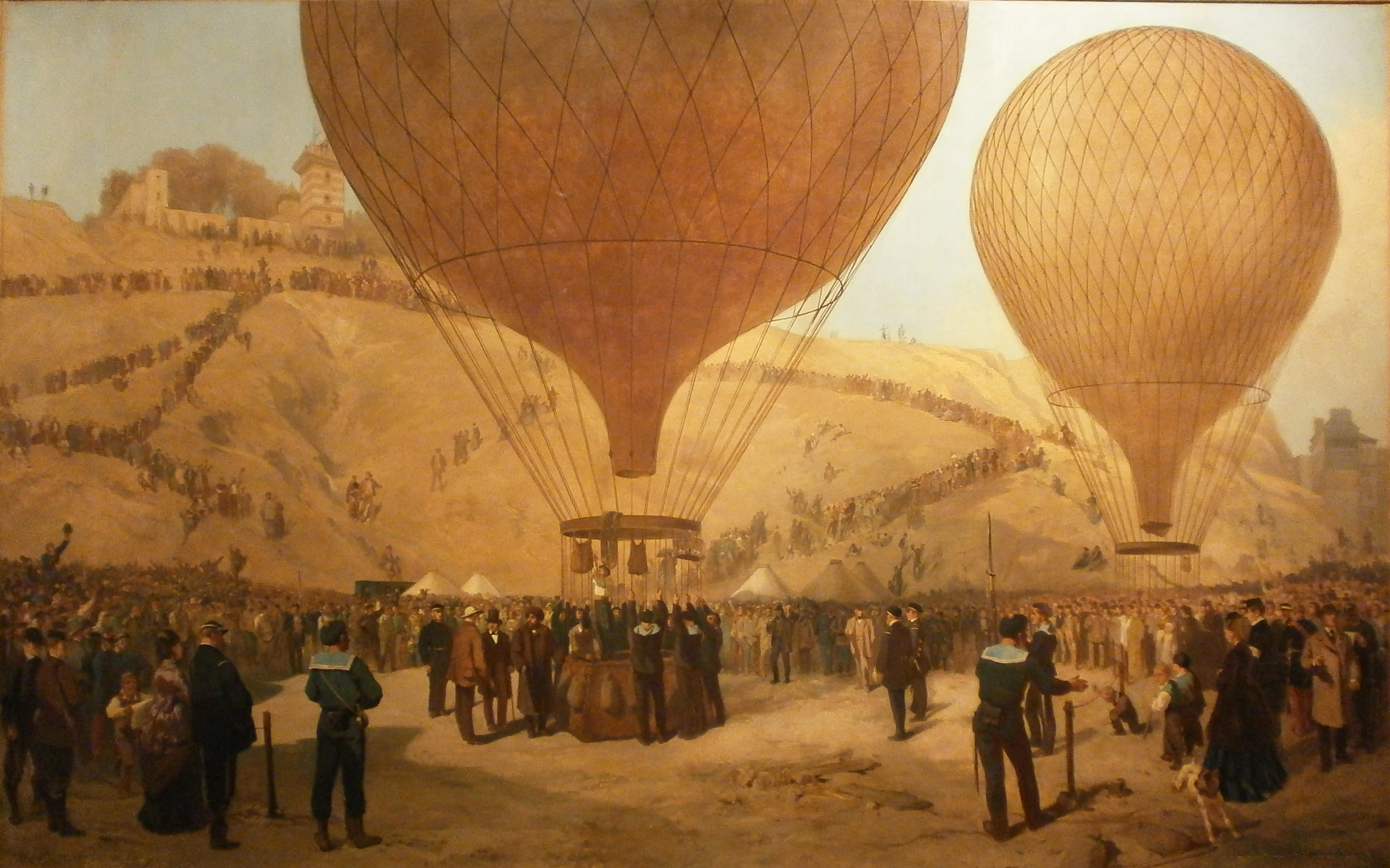
Отправление Гамбетты на воздушном шаре из Парижа

Франция была полностью дезорганизована, оставшись без армии, без оружия и крепостей. Гамбетта, облечённый диктаторскими полномочиями, за месяц организовал оборону.
Собранная им армия в течение четырёх месяцев выдерживала натиск превосходящих германских сил.
Лишь немногие патриоты во главе с Гамбетта предпочитали продолжение войны расчленению Франции. 1 марта 1871 года в Бордо Национальное собрание большинством 516 голосов против 107 приняло унизительный мир. Гамбетта сложил с себя депутатские полномочия и покинул зал заседаний.
Гамбетта оставил Францию и провёл несколько месяцев почти на её границе, в испанском городе Сан-Себастьяне. Это был страшный период междоусобной войны, вызванной Парижской коммуной.
Гамбетта был вновь избран в Национальное собрание на выборах в июле 1871 года. Он полагал, что только умеренная, сдержанная политика способна привлечь к Республике сельское население Франции и склонить Национальное собрание к окончательному признанию республиканских институтов.
Несмотря на прежнее враждебное отношение к нему Тьера, Гамбетта решительно присоединился к его политической программе. Тьер провозгласил, что власть будет принадлежать той из борющихся партий, которая окажется более мудрой и достойной. Нужно, говорил Гамбетта, чтобы республиканская партия стала наиболее мудрой.
Гамбетта, с одной стороны, сдерживал нетерпеливые порывы республиканцев, с другой — вёл осторожную упорную борьбу с монархическими партиями, не скрывавшими намерения восстановить во Франции монархию. В этой борьбе Гамбетта показал себя искусным парламентским тактиком.
Гамбетта добивался осуществления двух новых задач республиканской программы: реформы народного образования и военной реформы. Он говорил:

Народное невежество, это общий источник и деспотизма и демагогии, обманов, влекущих нацию к конечной гибели; а повторение обрушившегося на Францию чужеземного нашествия может быть предупреждено только мощной военной организацией.
Авторитету Гамбетта охотно подчинилось республиканское меньшинство палаты.
Озлобление против него росло, но он не смущался ожесточёнными нападками, объезжал Францию из конца в конец и всюду пропагандировал умеренную, но твёрдую республиканскую линию. Каждые новые частные выборы показывали новые успехи республиканской партии.
Место Тьера, поддерживавшего Гамбетта, занял Мак-Магон, и новое правительство перешло в решительное наступление против республиканцев.
Сам граф Шамбор расстроил замыслы своих сторонников, предпочитая скорее отказаться от престола, чем пожертвовать белым знаменем. Монархисты решились затягивать, насколько возможно, неопределённое переходное состояние. Гамбетта, преследуя политику «результатов», склонил свою партию признать за Национальным собранием права Учредительной палаты в надежде, что образуется большинство в пользу окончательного установления республиканской формы правления. Эта политика увенчалась успехом.
31 января 1875 года Национальное собрание большинством в один голос провозгласило Республику как законную форму правления Франции. Дело не обошлось без уступок. Республиканцы, в значительном большинстве враждебные учреждению второй палаты, согласились на учреждение Сената, защиту которого взял на себя Гамбетта, предсказывая, что он станет «великим советом французских общин». Сознавая, что от исхода выборов в новую палату зависит будущее республики, Гамбетта отдался избирательному движению.
Не проходило дня, чтобы он в том или ином городе Франции не разъяснял республиканскую программу. «Балаганным оратором» и «странствующим разносчиком» называли его враги. Да, отвечал он, «я разносчик Республики, и горжусь этим». Победили республиканцы, но монархисты была весьма далеки от окончательной сдачи.
Гамбетта был избран громадным большинством новой палаты в председатели бюджетной комиссии. Пятнадцать речей, посвящённых бюджетам военному, морскому, внутренних дел, иностранных дел, определили направление необходимых реформ. Указав на необходимость введения подоходного налога, Гамбетта крупными штрихами обрисовал финансовую политику, основанную на демократических началах.
Главной опорой монархистов был клерикализм. Далёкий от отождествления клерикализма и религии, Гамбетта не был врагом церкви, он даже был против отделения церкви от государства и отстаивал конкордат. Он требовал только, чтобы церковная кафедра не превращалась в политическую трибуну, чтобы духовные лица одинаково со всеми гражданами подчинялись существующим законам.
Но именно с утратой своего политического влияния клерикальная партия не желала мириться. Подчиняясь её влиянию, президент Мак-Магон удалил (16 мая 1877 года) умеренно-республиканское правительство Жюля Симона и призвал к власти врагов республики. Правительство отсрочило на месяц заседания палаты, что послужило прологом роспуска республиканской палаты, избранной всего год назад. Прежний административный персонал был заменён новым, из людей, во времена Империи не стеснявшихся законами и целой системой злоупотреблений доставлявших торжество кандидатам власти.
По инициативе Гамбетта республиканская партия обратилась к населению с манифестом, подписанным 368 депутатами и приглашавшим население, сохраняя порядок, протестовать избирательными бюллетенями против покушения на свободу и Республику. «Сила должна преклониться перед правом» — с этим лозунгом Гамбетта объезжал Францию, заявляя, что республиканское большинство вернётся в палату нетронутым, несмотря на все злоупотребления правительства. В ответ на прямое вмешательство в избирательную борьбу маршала Мак-Макона, выразившего решимость не отступать ни перед чем для «водворения порядка», Гамбетта произнес речь в Лилле:

Когда Франция возвысит свой державный голос, верьте мне, нужно будет или подчиниться, или уйти.
Правительство сочло, что сжатая формула Гамбетта «se soumettre ou se démettre» (русс. подчиниться или уйти в отставку) нанесла ему смертельную рану. Гамбетта привлекли к суду и присудили к трём месяцам тюрьмы и штрафу в 2000 франков, но его популярность только возросла. Приговор этот не был приведён в исполнение. Выборы 14 октября 1877 года оправдали лозунг Гамбетта: право подавляет силу.
Президенту пришлось «подчиниться» народной воле. Строгое применение парламентаризма требовало бы, чтобы после возвращения республиканского большинства президент поручил Гамбетта формирование кабинета. В одной из своих речей Гамбетта изложил свою политическую программу. Это была программа человека, сознающего, что мерное и ровное движение вперёд плодотворнее опасных и ненадёжных скачков в неизвестное.
Реформа народного образования, военная реформа, урегулирование отношений между церковью и государством, реформа судебная, реформа законодательства, касающегося ассоциаций, рабочих союзов, реформа финансовая, меры, направленные к обеспечению рабочих на случай болезни, старости, несчастных случаев — эта программа вызвала нарекания за «излишнюю умеренность» и обвинения в «оппортунизме». Он восставал против утопий тех, кто «верует в панацею», способную в 24 часа облагодетельствовать человечество. Разрешение социального вопроса, или, как он выражался, «целого ряда социальных задач», может быть достигнуто лишь постепенным разрешением одной задачи за другой, «а не какой-то единой формулой». Умеренным было и его отношение к внешней политике.
Идея реванша никогда его не покидала, но борьба с Германией за возврат Эльзаса и Лотарингии рисовалась ему в относительно далёком будущем, когда Франция воспрянет и окрепнет. До тех пор он рекомендовал не произносить вызывающих слов, никогда не говорить о победителе, но «постоянно думать о нём». Как ни сдержанна была его программа, обращение к Гамбетта означало для Президента, что монархические надежды похоронены навсегда. Мак-Магон предпочёл обратиться к Дюфору, и тем создал для Гамбетта невозможное положение. Гамбетта играл слишком видную роль, чтобы правительство во всех серьёзных вопросах не интересовалось его мнением и не обращалось к нему за советом.
Этого было достаточно, чтобы его враги стали обвинять его в «закулисной власти» не соединённой с ответственностью. К враждебным ему монархистам присоединились радикальные республиканцы. Ложное положение Гамбетта, должно было, по-видимому, прекратиться, когда Мак-Магон решился, наконец, уйти (1879). Кандидатура Гамбетта на президентский пост представлялась естественной. Но во избежание раздоров в республиканском лагере, Гамбетта указал на Жюля Греви как на кандидата, на котором могут сойтись все республиканцы. Гамбетта стал «великим избирателем» Греви, и тот занял пост Президента. Все были уверены, что новый Президент Республики тут же назначит Гамбетта премьером, но Греви, по-видимому, думал иначе.
Палата депутатов большинством 314 голосов из 405 избрала тогда Гамбетта своим председателем. Как ни почётна была эта роль, она не устраняла его аномального положения. Враждебные толки о «закулисном правительстве» Гамбетта усиливались и компрометировали как его, так и новых министров. В заявлениях Гамбетта, что он никогда не отказывался от ответственности, сопряжённой с постом главы правительства, и примет её, как только она ему будет предложена, усматривали одно лишь лицемерие.
Занимая пост председателя палаты, Гамбетта по-прежнему оставался вождём республиканского большинства, голос которого имел наибольший вес при разрешении самых важных вопросов. Ему волей-неволей часто приходилось покидать председательское кресло, вмешиваться в дебаты, и его мнение в большинстве случаев оказывалось решающим. Возвращение палаты из Версаля в Париж и амнистия, покрывшая забвением дела Коммуны, были проведены главным образом благодаря влиянию Гамбетта.
Зато росла и клевета против него. Гамбетта был горячим сторонником выборов по спискам, а не по округам, считая, что только выборы по спискам способны образовать палату, которая будет на высоте задачи возрождения Франции. Один из его друзей, Барду, внёс проект закона о замене выборов по округам системой выборов по спискам. Тотчас же поднялась искусственная буря, и начал распространяться слух, что Гамбетта стремится изменить выборную систему с целью достижения собственной диктатуры.
Проект закона об изменении выборной системы был отвергнут сенатом. Новые выборы в августе 1881 года, ввели в палату депутатов значительное республиканское большинство, но не сплочённое и не расположенное к демократическим реформам, входивших в программу Гамбетта. Большинство это скоро, при обсуждении тунисских дел, обнаружило свою разрозненность, и потребовалось вмешательство Гамбетта, чтобы завершить дебаты. Палата приняла его предложение перейти к очередным делам, выражавшее решимость соблюдать договор, подписанный именем французской нации
На другой день, 14 ноября 1881 года, правительство Жюля Ферри ушло в отставку, и президент Греви поручил Гамбетта сформировать новый кабинет министров. Сразу появился миф о желательности образования «великого правительства» из бывших председателей совета министров с Гамбетта во главе. Миф этот сочувственно приняло общественное мнение, и Гамбетта должен был уступить его натиску.
Попытка «великого правительства» не удалась, в частности, потому, что многие из бывших председателей правительства не разделяли всех взглядов Гамбетта на необходимые реформы. Тогда он образовал правительство, тесно сплочённое, однородное, твёрдо решившееся провести в жизнь политическую программу Гамбетта. Самым жгучим вопросом был вопрос о пересмотре конституции. Гамбетта требовал, чтобы пределы пересмотра конституции были точно определены, чтобы между палатой и сенатом состоялось предварительное соглашение относительно тех вопросов, которые будут подлежать решению. Вместе с тем он потребовал, чтобы в число этих вопросов был включён и вопрос об изменении системы выборов.
Партия монархическая, партия крайне радикальная, партия Елисейского дворца, или, иначе, Президента республики, не относившегося дружелюбно к Гамбетта, сложились в оппозиционную группу, воодушевлённую желанием поколебать его влияние и свергнуть его правительство.
Эта цель была достигнута, и меньше чем через три месяца, 26 января 1882 года, Гамбетта уступил власть своему сотруднику по делу народной обороны — Фрейсине. Гамбетта покинул власть без озлобления и горечи.
Он твёрдо верил, что наступят лучшие условия для осуществления его программы. Избранный тотчас же председателем комиссии по военной реформе, он вернулся к парламентской работе, а также к созданной им ещё в начальный, острый период борьбы с монархической коалицией газете «Французская республика», руководство которой он никогда не покидал. Он не стал врагом нового кабинета, а, напротив, поддерживал его своим поколебленным, но не утраченным после крушения его эфемерного правительства авторитетом.
Неудачи нового кабинета во внешней политике, шаткость и неопределённость во внутренней опять увеличили обаяние Гамбетта. Каждый день, особенно в провинции, выражали надежду, что он снова возьмёт в руки бразды правления. Эти надежды не сбылись. Пистолетный выстрел, сделанный, вероятно, по неосторожности самим Гамбетта, причинил тяжёлое ранение и смерть 31 декабря 1882 года.

### Смерть

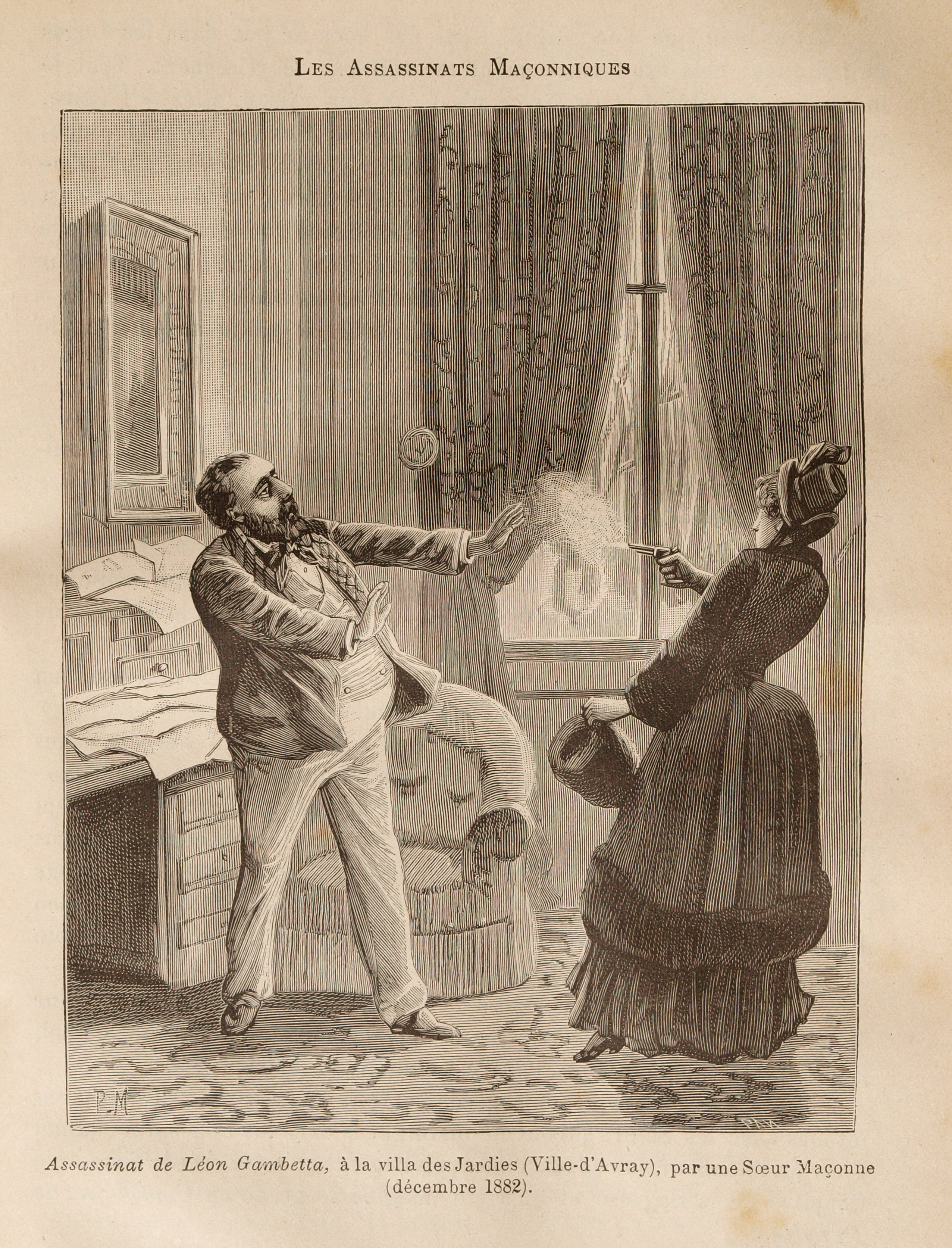
Покушение на Гамбетта. Литография из книги Лео Таксиля

По официальной версии, 27 ноября 1882 года Гамбетта легко ранил себя в руку, практикуясь в стрельбе из пистолета в своём имении в Виль-д’Авре близ Севра, и находился под наблюдением врачей. 23 декабря у него диагностировали воспаление слепой кишки, в результате которого 31 декабря он скончался. Вместе с тем, долгое время в Европе ходили слухи о причастности к его смерти германской разведки, масонов и даже убийстве его собственной любовницей Леони Леон, растиражированные, в частности, журналистом Лео Таксилем. Был похоронен в Ницце, на кладбище Шато.
Его сердце было забальзамировано и в 1920 году захоронено в парижском Пантеоне.

## Память
- Именем Гамбетта названы пересадочный узел парижского метрополитена (линии 3 и 3bis) и станция лилльского метрополитена
- В 1901 году был спущен на воду крейсер «Леон Гамбетта», первый из крейсеров этой серии.
- В Сайгоне была установлена статуя Гамбетта и имелась улица Гамбетта.
- В честь Гамбетта названы проспект и площадь в Париже[17], центральный бульвар Ниццы, одна их главных площадей в Бордо[18], а также площади в Ване[19] и в Кавайоне.
- Памятник в честь Леона Гамбетта был воздвигнут в 1888 году, в год его пятидесятилетия, в саду Тюильри на площади Каррузель напротив Триумфальной арки во дворе Лувра. Памятник представлял собой 27-ми метровый пирамидальный обелиск, основание которого украшено множеством аллегорических фигур, бронзовыми орнаментами и высказываниями самого Гамбетта. В середине композиции находилась каменная статуя Гамбетта на фоне французского флага, а на вершине — бронзовая аллегория Славы демократии, сидящей на крылатом льве. В 1941 году правительством Виши памятник был разобран.
- В Париже в 1982 году, в сотую годовщину смерти Гамбетта, был открыт отреставрированный памятник недалеко от площади Гамбетта.

## Публикации
Собрание журнальных работ, речей и депеш Гамбетта изданы Рейнаком под заглавием: «Discours et plaidoyers politiques» (1880-84) и «Depeches» (1886).

## Галерея

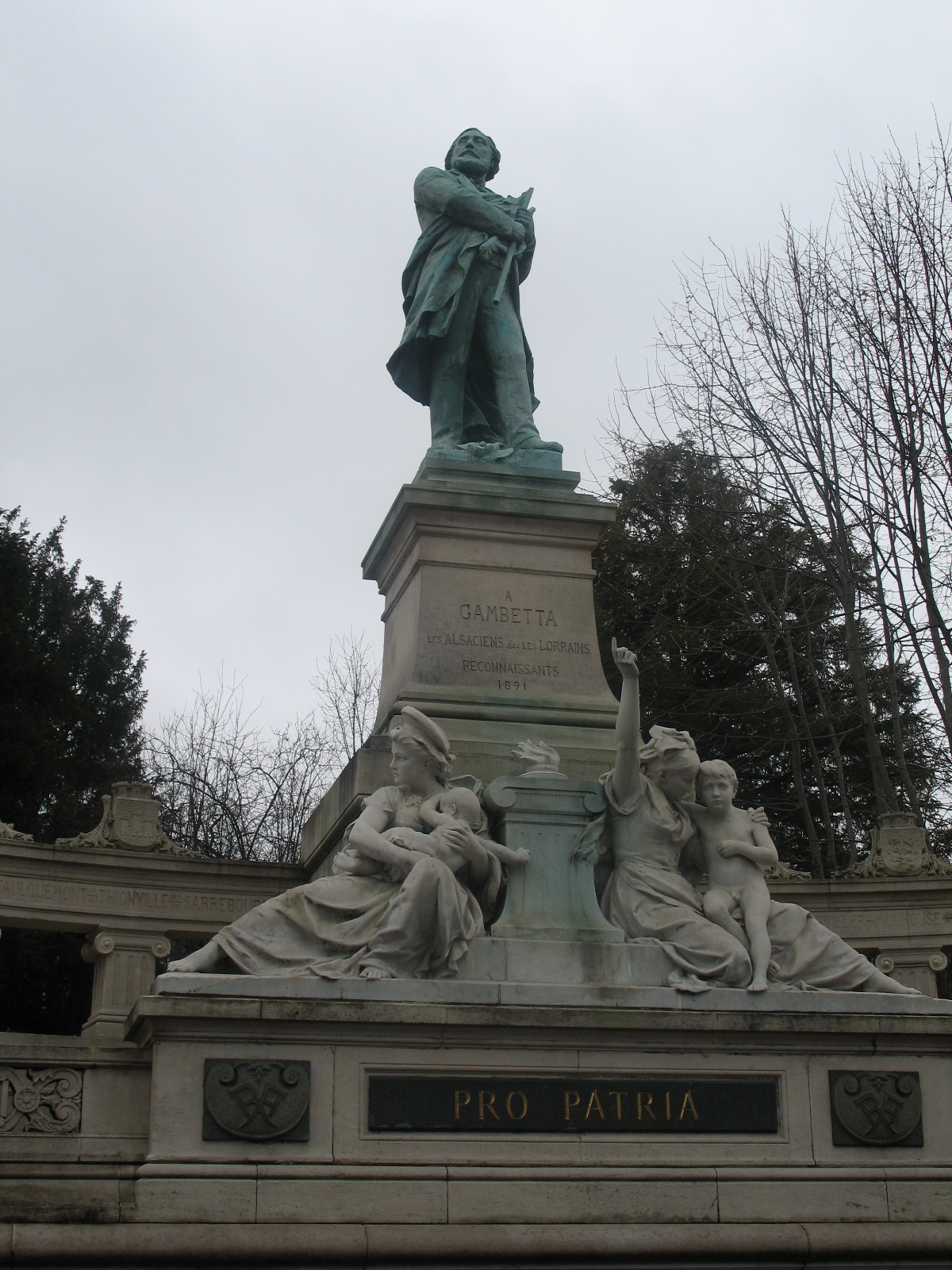
Монумент Гамбетта в Севре работы Фредерика Бартольди (1891)
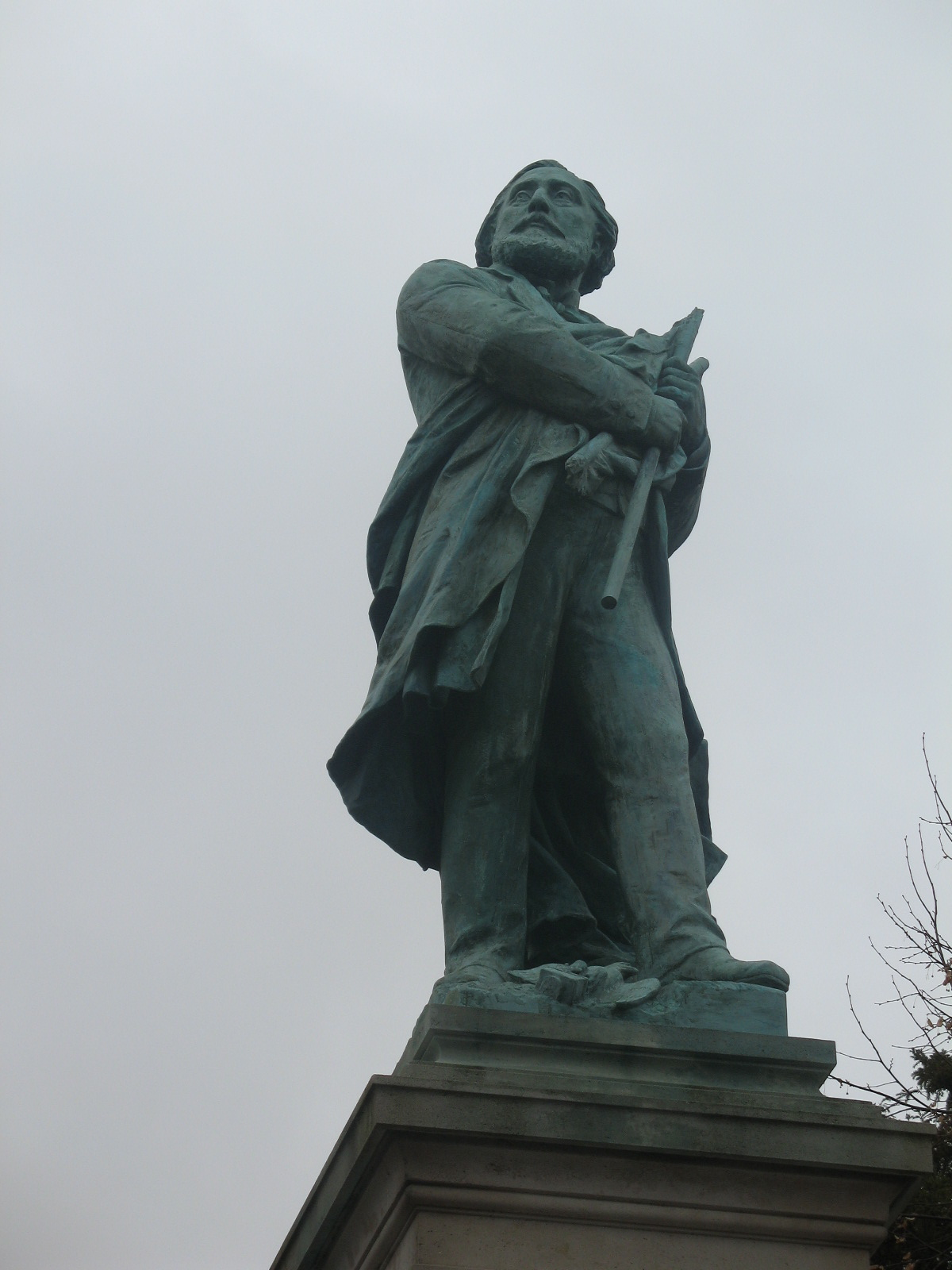
Фрагмент памятника
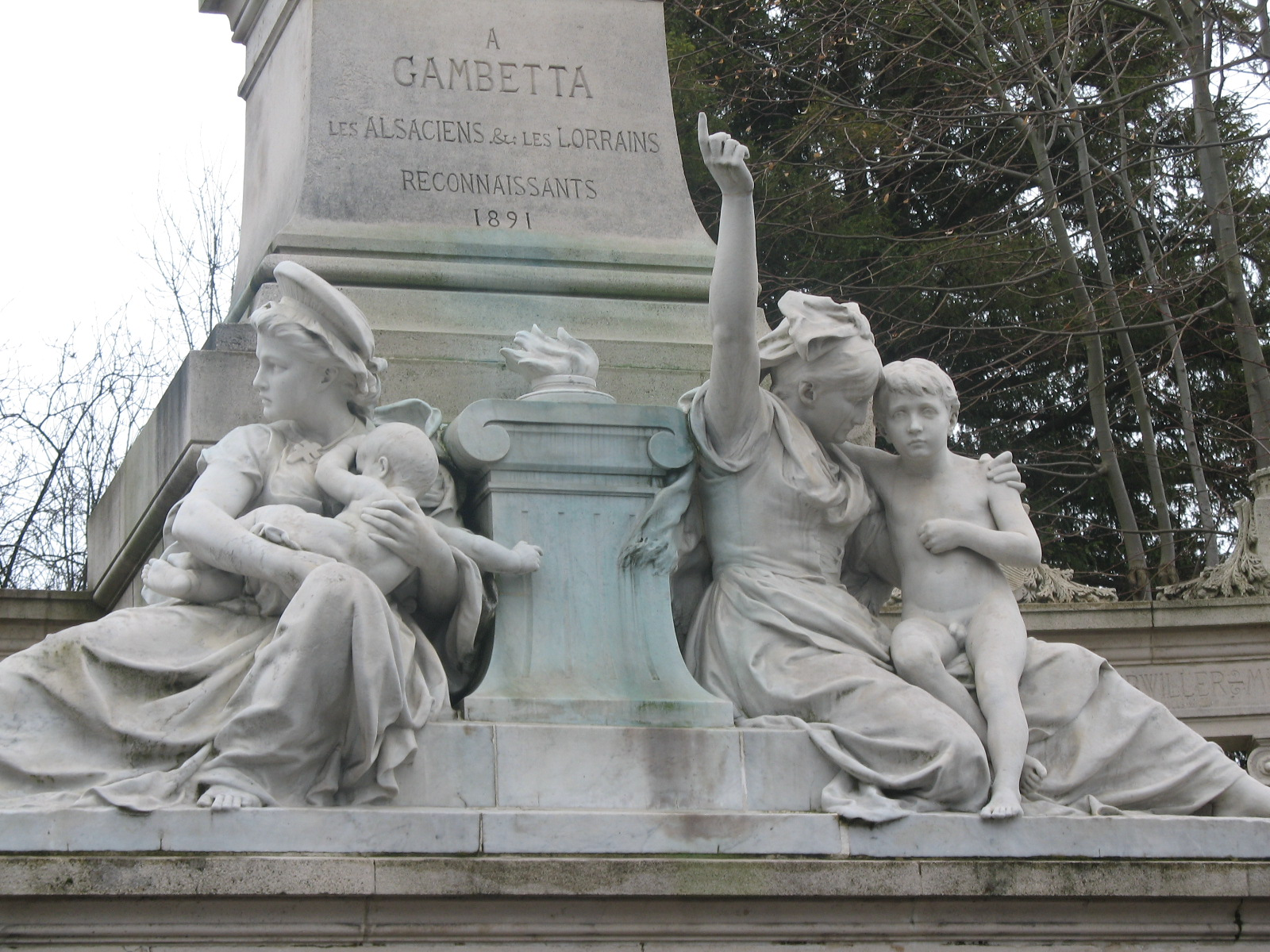
Фрагмент постамента
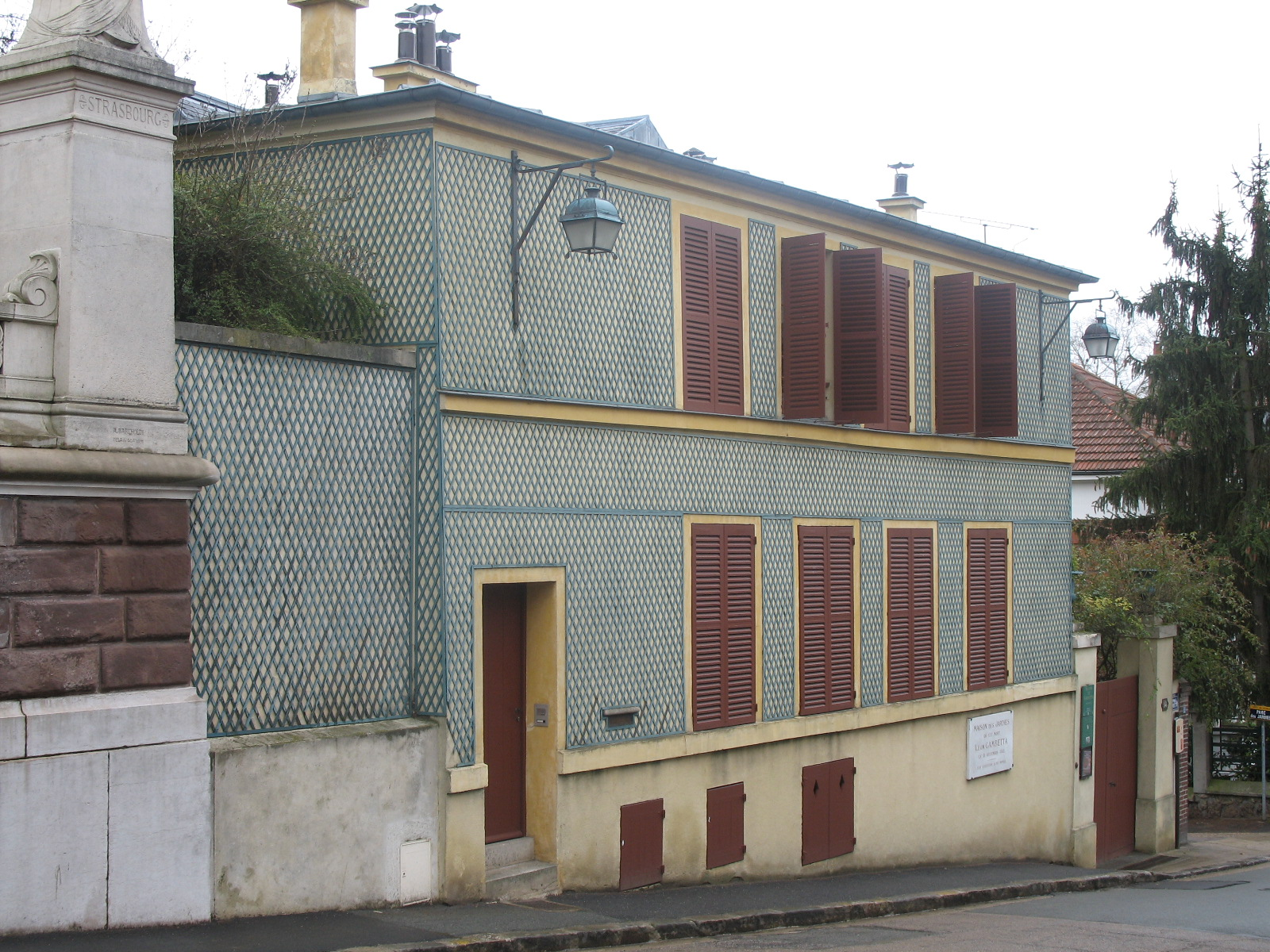
Дом, в котором умер Гамбетта.
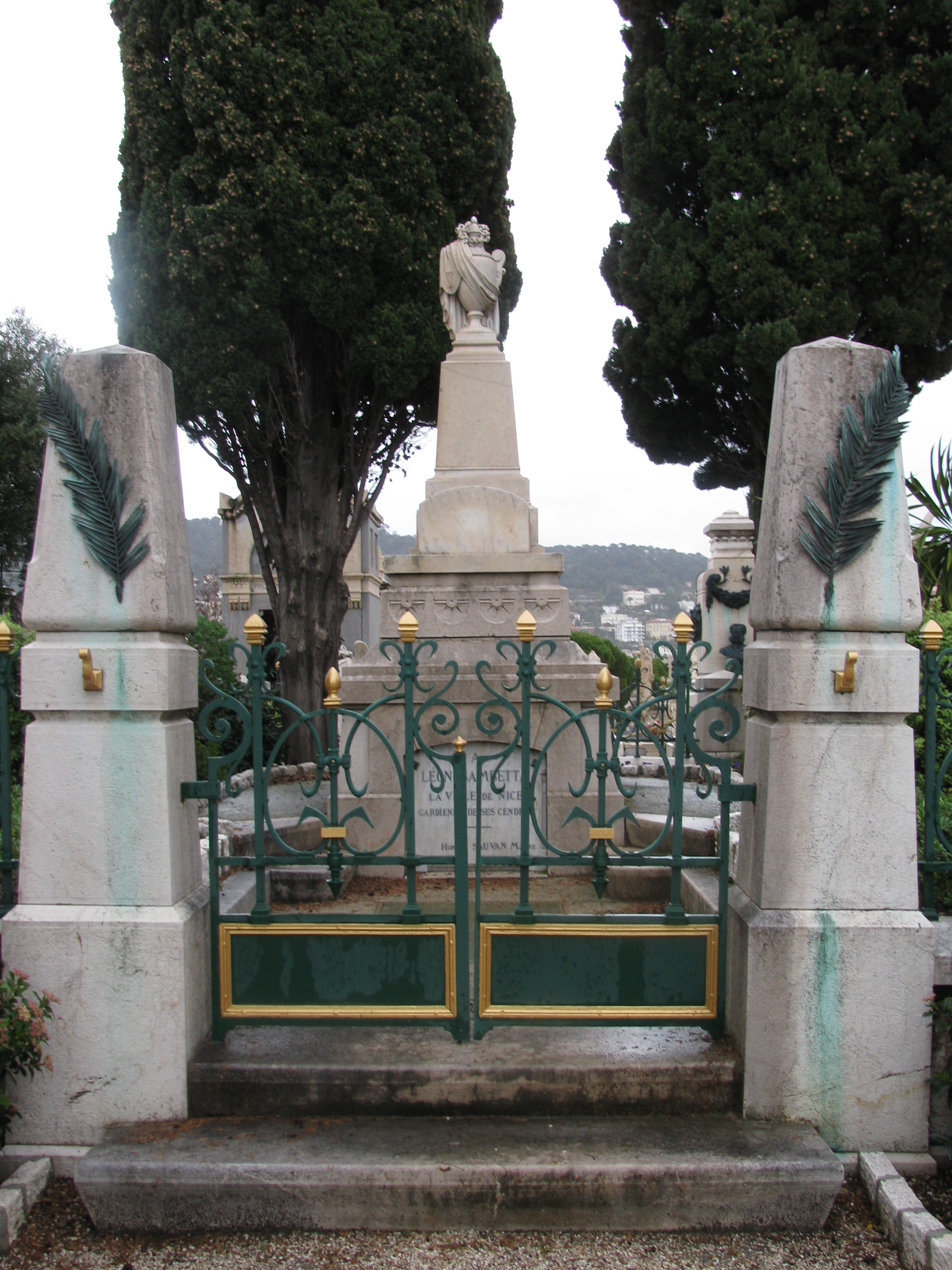
Памятник в Ницце
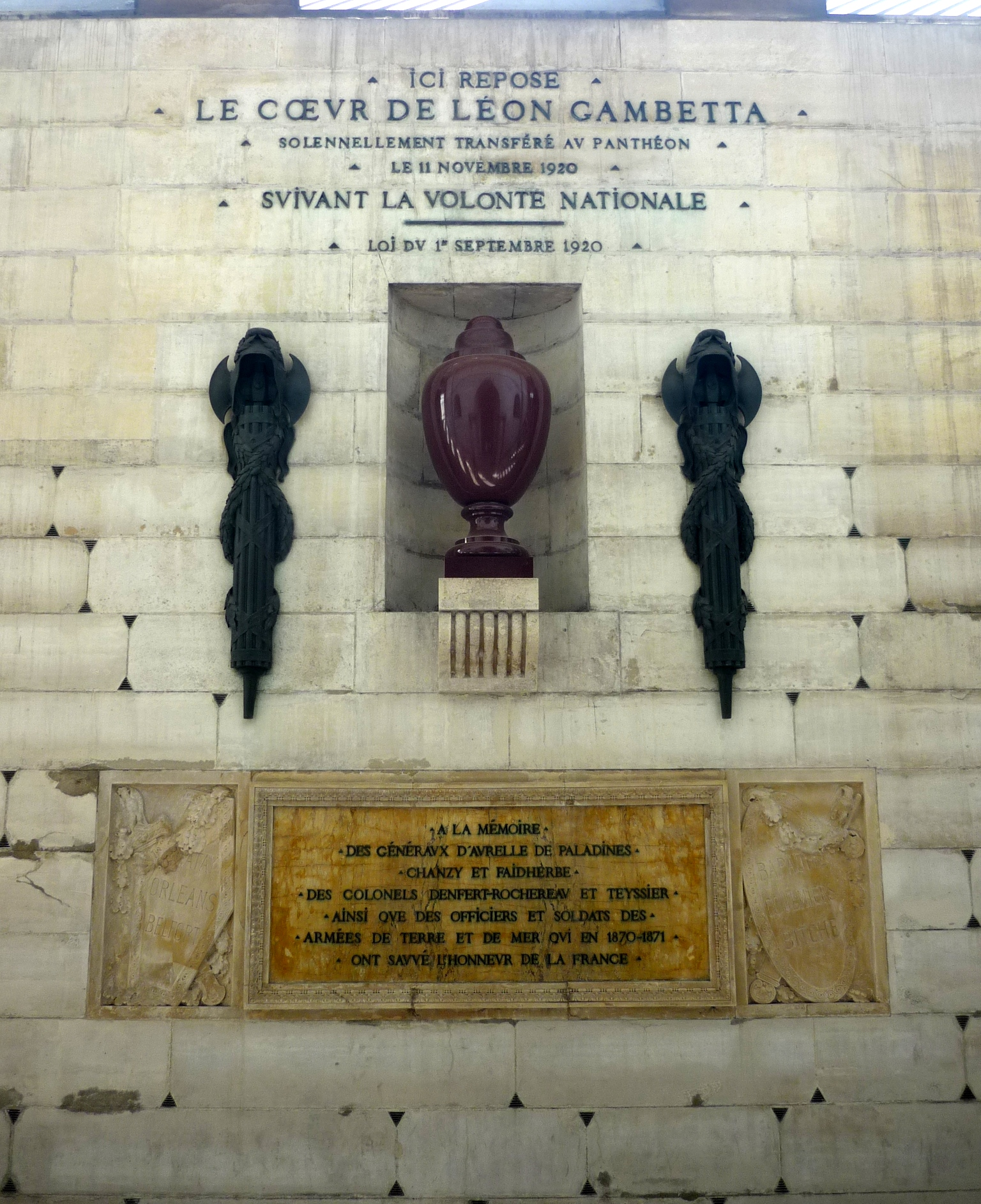
Урна с сердцем